# Chiesa di Santa Maria Assunta e San Giacomo Maggiore (Albino)
La chiesa di Santa Maria Assunta e San Giacomo Maggiore è il luogo di culto cattolico di Albino, in provincia di Bergamo, e si trova nella frazione Vall'Alta.
Nell'ambito della diocesi di Bergamo, la chiesa è sede parrocchiale facente parte del vicariato di Albino-Nembro con decreto del 27 maggio 1979 del vescovo Giulio Oggioni

## Storia
Una chiesa intitolata a santa Maria risulta presente sul territorio collinare albinese già dal 1304. La chiesa godeva di un beneficio con la chiesa dedicata a san Zeno di Cene. Risulta inserita nell'elenco nota ecclesiarum stilato da Bernabò Visconti nel 1360 per conoscere le rendite e versare le relative imposte ai Visconti di Milano, dove viene indicata come ecclesia sancte Marie de Valotta et Zenonis de Cene con tre beneficiari l'altare sancti Iacobi situm in ecclesia sancte Marie de Valotta" aveva un proprio "rector" con un reddito pari a lire 12. La chiesa era composta da un luogo di culto maggiore con accanto una piccola cappella. Nel 1424 la chiesa era sussidiaria di quella di chiesa di San Martino di Nembro che ne godeva il giuspatronato.
Documenti censuali del vescovo Vittore Soranzo conservati nell'archivio diocesano documentano che fino al 1463 la chiesa era unita a quella di Cene fino al 5 marzo del medesimo anno, quando con atto notarile del notaio Giovanni Francesco Salvetti per decreto del vescovo Giovanni Barozzi, le due chiese furono rese autonome. Risulterà ancora appartenente alla pieve di Nembro negli atti della visita pastorale del 1575 di san Carlo Borromeo, cosa che risulta essere invariata nella nuova divisione vicariale Acta synodalia bergomensis ecclesiae, dalla quali verrà smembrata solo nel 1861, per essere unita a quella di Albino nel 1939.
L'antica chiesa fu ricostruita nel XVIII secolo, dal 1759 al 1787, sull'antica cappella venendo consacrata il 18 ottobre 1790 con il rito della dedicazione a santa Maria Assunta e san Giacomo il Maggiore.

## Descrizione

### Esterno
La grande chiesa ha il classico orientamento ad est, ed è posta piuttosto elevata rispetto alla strada comunale. L'edificio è preceduto da un grande sagrato con pavimentazione in ciottolato di fiume accessibile da una gradinata, e circondato dalla balaustra. La facciata presenta due torrette poste ai lati a pianta circolare, probabilmente edificate con la funzione di campanili. e terminanti con una tribuna ottagonale. La facciata si sviluppa su due ordini. Quello inferiore è accessibile da nove gradini ed è suddiviso da lesene in tre sezioni, di cui quelle centrale leggermente avanzata e con l'ingresso principale in marmo bianco rosato delle cave di Zandobbio. In due nicchie poste nelle sezioni laterali leggermente sfondate, presentano le statue della Madonna Assunta e di san Giacomo apostolo. L'ordine superiore presenta nella parte centrale una grande apertura rettangolare che porta luce all'aula avente nella parte superiore un timpano semicircolare. Due colonne circolari ai lati csostengono la trabeazione e il timpano triangolare, modanato e sporgente.

### Interno
L'interno a navata unica è a pianta rettangolare ed è preceduta da una bussola in noce che si amplifica fino al presbiterio, che è rettangolare, preceduto dall'arco trionfale e culminante con l'abside semicircolare con il coro coperto dal catino absidale. La navata divisa in lesene, ha due cappelle per lato che si aprono ad arco divise dagli ingressi laterali, anche questi preceduti dalla bussola lignea. Le lesene laterali culminano in capitelli dorati che sorreggono il cornicione che percorre tutta l'aula. L'altare della Madonna del Santo Rosario ospita la statua lignea opera di Angelo Virgilio Vavassori.
Gli altari conservano opere di un certo rilievo artistico, in particolare il dipinto San Rocco con i santi Sebastiano, Antonio e Cristoforo lavoro di Enea Salmeggia. la pala d'altare maggiore raffigurante Maria Assunta in cielo con la Trinità e san Giacomo restaurata nel 2008. L'organo è un lavoro Bossi Foglia del 1828. In un'urna di vetro si conserva il corpo di santa Albina e le reliquie di santa Vittoria, martire romana.

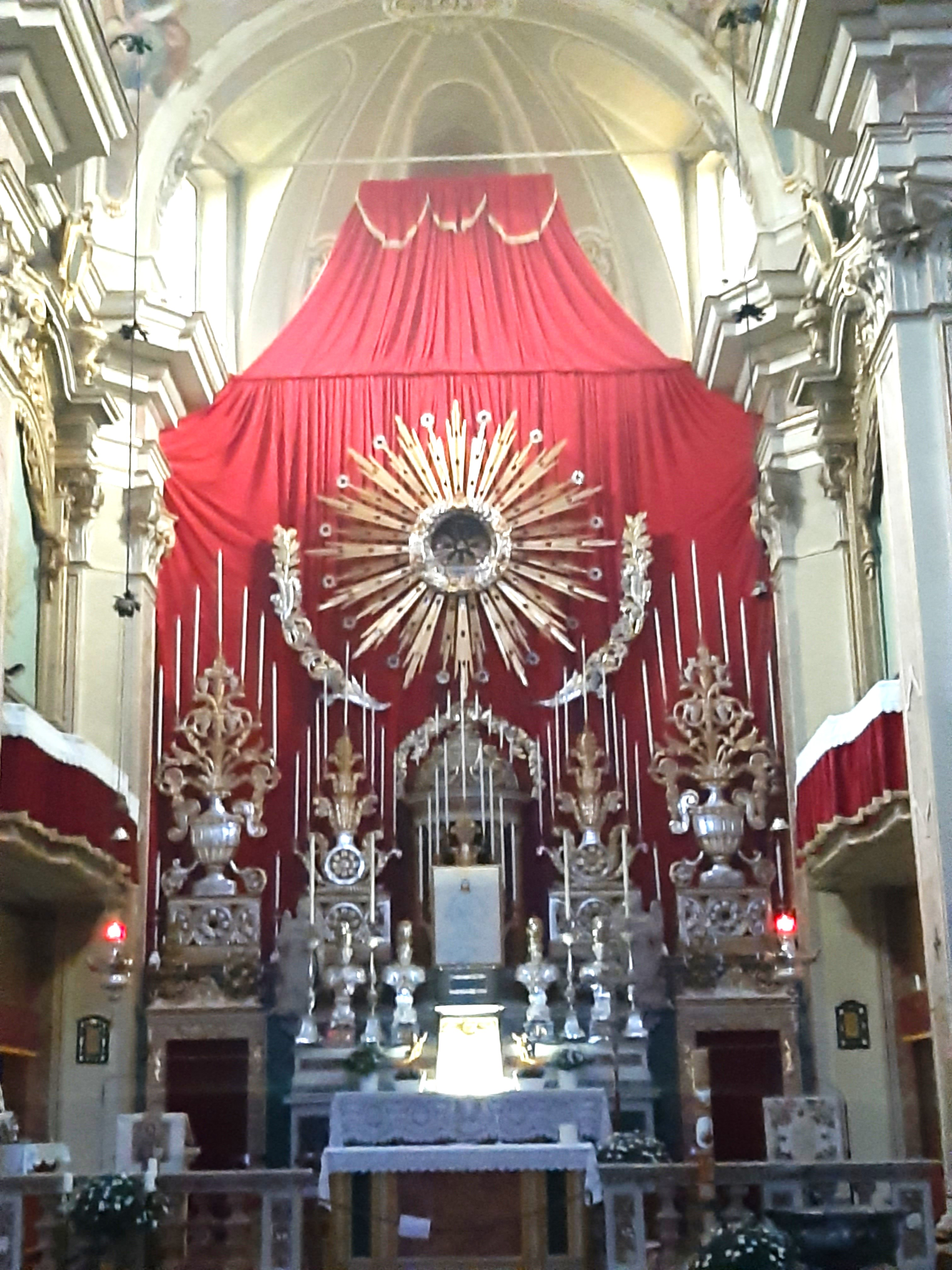
Arredi sull'altare maggiore in occasione del Triduo dei Morti

La zona presbiteriale, ai lati dell'altare maggiore, ospita due tele di Antonio Cifrondi raffiguranti episodi dell'Antico testamento che conducono al sacramento dell'eucaristia: Nozze di Canaa e Caduta della manna. Queste tele provengono dal refettorio della chiesa di Santo Spirito gestito dai padri lateranensi. Il Cifrondi era stato ospite presso i canonici durante il suo periodo bergamasco e vi aveva eseguito molte opere, alcune andate perdute, altre vendute. Tra queste vi sono le due tele databili tra il 1701 e il 1712, anni in cui l'artista clusonese si trovava a Bergamo.